# Naumaquia de Augusto
Naumaquia de Augusto (em latim: Naumachia Augusti) era uma estrutura (naumaquia) construída pelo imperador romano Augusto para a realização de batalhas navais simuladas em Roma. Sua inauguração ocorreu em 2 a.C. durante as celebrações da inauguração do Templo de Marte Vingador no Fórum de Augusto.

## Localização
A Naumaquia de Augusto ficava localizada ou perto da igreja de San Cosimato in Trastevere, onde foram descobertos grandes blocos arredondados de travertino entre a Viale del Trastevere e a antiga Via Campana Portuensis durante as obras de construção da primeira ou para o sul da Via Aurélia e do canto sudeste da igreja de San Francesco a Ripa in Trastevere, onde foram encontrados muitos mosaicos em preto-e-branco do final do século I a.C. a cerca de oito metros de profundidade.

## Descrição
A naumaquia ficava na margem direita do Tibre, perto da margem, e media 357 x 536 metros (1200 x 1800 pés romanos). A água necessária para os eventos era provida pela Água Alsietina (conhecido também como Água Augusta), um aqueduto construído especificamente para este fim e que buscava água de baixa qualidade, imprópria para o consumo, no Lago Alsietino (Lacus Alsietinus). No meio do lago artificial ficava uma ilha que provavelmente estava ligada à margem pela Pons Naumachiarius, mencionada por Plínio, o Velho, e restaurada por Tibério depois de um incêndio. Tibério ordenou que o tronco daquela que se acreditava ser maior árvore do mundo, um larício de 35 metros de altura (120 pés romanos), fosse instalado na ponte da naumáquia como curiosidade.
A Naumaquia de Augusto, a primeira estrutura permanente deste tipo na história, foi utilizada até a época de Nero (m. 68), que ordenou que o tronco gigantesco fosse levado para o seu anfiteatro, e Tito, quando já era conhecido como "Velha Naumaquia" (em latim: Naumachia Vetus).. Estácio menciona uma naumaquia realizada por Domiciano em 95. Na época de Alexandre Severo (r. 222-235), apenas uns poucos vestígios ainda existiam.
As batalhas navais organizadas por Augusto envolviam 30 birremes e trirremes e também navios menores, um total de cerca de 3 000 combatentes sem contar os remadores. Para isto, o tanque precisava ter pelo menos 1,5 metros de profundidade, o mínimo para permitir a navegação de trirremes, o que resultava numa capacidade de cerca de 200 000 metros cúbicos de água. Anexo à Naumaquia de Augusto ficava um parque batizado em homenagem aos dois filhos adotivos de Augusto, seus netos Caio e Lúcio César (Nemus Gaius et Lucius Caesaris), mas conhecido apenas como Nemus Caesarum.